# Shimun XIII Denha
Shimun XIII Denha (... – Qodchanis, 1700) è stato un vescovo cristiano orientale siro, patriarca della Chiesa d'Oriente della linea di Shimun dal 1662 al 1700.
Con Shimun XIII inizia la serie patriarcale nestoriana della linea dei Shimun, che è continuata fino al 1975.

## Biografia
Poche sono le informazioni su questo patriarca orientale, succeduto al cattolico Shimun XII nel 1662 circa. All'inizio del suo patriarcato si mostrò ancora legato alla Chiesa cattolica, come documenterebbe uno scambio epistolare con la Santa Sede nel 1670. Non sembra sia mai stato riconosciuto dai papi. In seguito ruppe ogni suo rapporto con Roma e nel 1672 trasferì la sede patriarcale da Khosrowa, vicino a Salmas, nel villaggio di Qodchanis, nell'odierna provincia di Hakkâri. Morì nel 1700 e fu sepolto nella cattedrale patriarcale di Mar Shalita a Qodchanis.
Un recente manoscritto, attribuito a Mar Elia di Alqosh e redatto nel 1944, afferma che Shimun XIII era imparentato con la famiglia Abuna, da cui provenivano i patriarchi nestoriani della linea di Elia. I rapporti tra i due rami patriarcali non erano ottimi, al punto che Shimun XIII avrebbe ucciso il vescovo Mar Khnanishu, fratello del patriarca Mar Elia Marogin. Secondo Elia di Alqosh, questo fatto gli valse il soprannome di Qatola, ossia "assassino". Nessun documento coevo conferma queste informazioni.
Incerta è la cronologia del patriarcato di Shimun XIII, che le cronotassi tradizionali pongono tra il 1662 e il 1700. Cronotassi alternative indicano in soli 8 anni il suo patriarcato, dal 1692 al 1700.